# Hope Springs
Hope Springs (en España, Si de verdad quieres...; en Latinoamérica, Qué voy a hacer con mi marido), anteriormente llamada Great Hope Springs,  es una película de comedia dramática, dirigida por David Frankel y protagonizada por Meryl Streep, Tommy Lee Jones y Steve Carell.

## Elenco
- Meryl Streep como Kay Soames.
- Tommy Lee Jones como Arnold Soames.
- Steve Carell como Dr. Bernie Fields.
- Elisabeth Shue como Karen.
- Jean Smart como Eileen.
- Ben Rappaport como Brad.
- Marin Ireland como Molly.
- Mimi Rogers como Carol.
- Becky Ann Baker como Cora.

## Producción
El proyecto se anunció en el 2010 e incluía a Meryl Streep y a Jeff Bridges como protagonistas de la cinta y Mike Nichols a cargo de la dirección. Poco después, se informó que Tommy Lee Jones y Steve Carell se unirían al reparto y que Bridges no participaría en la película, también se anunció que Mike Nichols sería reemplazado por David Frankel, quien se haría cargo de la dirección.